# Stadion Centralny w Wisaginii
Stadion Centralny – wielofunkcyjny stadion w Wisaginii, na Litwie. Został otwarty w 1988 roku, w latach 2014–2015 został zmodernizowany. Obiekt może pomieścić 3000 widzów. Swoje spotkania na stadionie rozgrywają piłkarze klubu Intero Veteranai Wisaginia.